# برج آسیاب ریگ
برج آسیاب ریگ مربوط به دوره زند است و در مهریز، بغداد آباد، ابتدای خیابان منتظری واقع شده و این اثر در تاریخ ۱۴ اسفند ۱۳۸۵ با شمارهٔ ثبت ۱۷۸۹۱ به‌عنوان یکی از آثار ملی ایران به ثبت رسیده است.
اثر تاریخی «تک برج آسیاب ریگ» با ۲۲‬متر بلندا و ۱۲‬متر قطر در محله بغدادآباد جای گرفته‌است. این برج دو طبقه با ورودی جداگانه دارد که طبقه پایین برای نگهداری اسب، طبقه دوم ویژه نگهبانان و بالای برج جایگاه نگهبانی و تیراندازی کاربرد داشته‌است.
دی پیرامون این شهر چهار تک برج برای پاسداری از دستبرد دزدان در زمان‌های گذشته وجود داشته‌است. برای بهسازی و بازسازی این برج‌ها، در سال ۱۳۸۶ بیش از یکصد میلیون ریال از اعتبارات استانی هزینه شده‌است.
هم اکنون مسجدی در کنار این برج بنا شده‌است چنان‌که آن مجموعه نمایانگر تلفیق هنر معماری ایرانی و اسلامی است.